# Salto de las Rosas
Salto de las Rosas es una localidad ubicada del distrito de Cañada Seca, en el departamento San Rafael de la provincia de Mendoza, Argentina. 
Se halla atravesada por la Ruta Nacional 143, que la comunica al norte con San Rafael, y al este con Villa Atuel. 
La zona es de producción vitivinícola a través de canales riegos de los ríos Atuel y Diamante. La villa no es cabecera del distrito, pero sí su localidad más poblada, por lo que en ocasiones se conoce al distrito como Cañada Seca - Salto de las Rosas.
El nombre lo debe a la estancia Salto de las Rosas, propiedad de un inglés que la llamó así por un salto de agua en el canal Babacci que la atravesaba, y por las rosas que se sembraban en la zona.

## Parroquias de la Iglesia Católica
| Diócesis  | San Rafael     |
| --------- | -------------- |
| Parroquia | Jesús Nazareno |